# 抓舉
抓举是举重运动中的一种，另一種是挺舉。抓举是指舉重運動員以一个连续的动作将杠铃从地面举到头顶。抓举還可以分為四種方式，分別為下蹲抓举（squat snatch、full snatch）、剪步抓举（split snatch）、瞬發抓举（power snatch）和肌肉抓举（muscle snatch）。下蹲抓举和剪步抓举常用在比賽中，而瞬發抓举和肌肉抓举常用在訓練上。